# 2022 en Europe
Chronologie de l’Europe
- 2018
- 2019
- 2020
- 2021
- 2022
- 2023
- 2024
- 2025
- 2026

## Climat et environnement
En 2022, le continent a été marqué par une chaleur extrême (seconde année la plus chaude jamais enregistrée en Europe ; été le plus chaud jamais mesuré, avec de longues vagues de chaleur et un stress thermique record en Europe du Sud. Ces températures et un manque de précipitations ont entraîné une forte sécheresse, aggravée par des émissions de carbone issues des incendies de forêt (les plus élevées en 15 ans). Les glaces n'avaient jamais autant reculé dans les Alpes européennes pendant que l'Arctique vivait sa sixième année la plus chaude (fonte exceptionnelle de la calotte groenlandaise). Le temps d'ensoleillement a battu des records, associés à une hausse de la production photovoltaïque, alors que l’éolien terrestre a produit moins que la moyenne. L’Europe se réchauffe deux fois plus vite que la moyenne mondiale.

## Événements
- La crise sanitaire de la pandémie de Covid-19 débutée en 2020 se poursuit.
- En 2022, Tirana est la Capitale européenne de la jeunesse.

### Janvier
- La France prend la présidence du Conseil de l'Union européenne pour six mois.
- 10 janvier : le Premier ministre des Pays-Bas Mark Rutte forme son quatrième gouvernement, près d'un an après la démission du précédent.
- 13 au 30 janvier : Championnat d'Europe masculin de handball 2022 en Slovaquie et Hongrie remporté par l'équipe de Suède.
- 16 janvier :
  - Dimitar Kovačevski devient président du gouvernement de Macédoine du Nord ;
  - référendum constitutionnel en Serbie, marqué par une forte abstention, aboutit à une révision des dispositions de la Constitution concernant le pouvoir judiciaire.
- 18 janvier : l'eurodéputée maltaise Roberta Metsola est élue présidente du Parlement européen pour succéder à David Sassoli.
- 27 janvier : 
  - Les États européens saisissent l’OMC contre la Chine pour faire face à ses pratiques discriminatoires envers la Lituanie[2].
  - Fusillade de Dnipro en Ukraine.
- 30 janvier : élections législatives au Portugal.

### Février
- 5 février : début du Tournoi des Six Nations 2022.
- 11 février : l'administration Biden affirme que la Russie dispose désormais de suffisamment de troupes et d'équipements militaires en place pour lancer une invasion de l'Ukraine[3].
- 13 février :
  - élection présidentielle en Allemagne, Frank-Walter Steinmeier est réélu ;
  - élections aux Cortes de Castille-et-León en Espagne.
- 20 février : le président russe Vladimir Poutine et le président français Emmanuel Macron annoncent qu'ils travailleront à un accord de cessez-le-feu pour éviter la guerre avec l'Ukraine[4].
- 21 février : à l'encontre du Droit international public et des accords de Minsk, la Russie reconnaît l'indépendance des républiques populaires de Donetsk et de Lougansk, régions sécessionnistes de l'Ukraine.
- 24 février : la Russie lance une offensive militaire contre l'Ukraine.
- 27 février : référendum constitutionnel en Biélorussie.
- 28 février : l'Ukraine dépose officiellement sa candidature à l'adhésion à l'Union européenne.

### Mars
- 2 mars : 
  - La Russie et la Biélorussie participeront aux prochains Jeux paralympiques d'hiver à Pékin malgré leur invasion de l'Ukraine. Cependant, ils seront classés comme « pays neutres »[5].
  - L'invasion de l'Ukraine par la Russie est condamnée par l'Assemblée générale des Nations unies[6].
- 2 et 3 mars : élection présidentielle en Arménie.
- 3 mars : la Géorgie et la Moldavie déposent officiellement leurs candidatures à l'adhésion à l'Union européenne.
- 6 mars : le gouvernement danois veut rejoindre la politique de défense de l’Union européenne et va organiser un référendum national pour le 1er juin 2022, en réaction à l'invasion russe de l'Ukraine[7].
- 10 mars : élection présidentielle en Hongrie, Katalin Novák est élue.
- 13 mars : 75e cérémonie des British Academy Film Awards.
- 16 mars : la Russie est exclue du Conseil de l'Europe.
- 18 mars : en Turquie, inauguration du pont du détroit des Dardanelles, le plus long pont suspendu au monde.
- 19 mars : fin du Tournoi des Six Nations 2022. Le XV de France remporte le titre douze ans après en réalisant le Grand Chelem.
- 26 mars :
  - Les élections générales à Malte reconduisent le Parti travailliste et Robert Abela premier ministre du gouvernement.
  - début du Tournoi des Six Nations féminin 2022.
- 27 mars : élections régionales en Sarre (Allemagne).

### Avril
- 2 avril : l'armée ukrainienne reprend la ville de Boutcha abandonnée par les Russes et annonce la découverte de 280 corps de civils assassinés.
- 3 avril :
  - élections législatives et référendum en Hongrie ;
  - élection présidentielle et élections législatives en Serbie.
- 8 avril : en Ukraine, au moins cinquante civils sont tués dans le bombardement de la gare de Kramatorsk, attribué aux forces russes.
- 14 avril : le vaisseau amiral de la flotte russe de la mer Noire, le croiseur Moskva, coule après une explosion au large des côtes ukrainiennes[8].
- 20 avril : en Russie, le RS-28 Sarmat, missile balistique intercontinental, est tiré pour la première fois.
- 24 avril : élections législatives en Slovénie.
- 28 avril : le Parlement du Monténégro approuve le nouveau gouvernement, minoritaire, dirigé par Dritan Abazović.
- 30 avril : fin du Tournoi des Six Nations féminin 2022. L'Équipe d'Angleterre féminine remporte la compétition en réalisant le Grand Chelem.

### Mai
- 5 mai :
  - élections locales au Royaume-Uni ;
  - élections législatives nord-irlandaises.
- 8 mai : élections régionales en Schleswig-Holstein (Allemagne).
- 14 mai : finale du Concours Eurovision de la chanson 2022 à Turin (Italie), remportée par le groupe Kalush Orchestra d'Ukraine.
- 15 mai :
  - élections régionales en Rhénanie-du-Nord-Westphalie (Allemagne).
  - au Vatican, Charles de Foucauld est canonisé par le pape François, parmi neuf autres bienheureux.
  - La Finlande présente officiellement sa candidature à l’Organisation du traité de l'Atlantique nord (OTAN), Dans la foulée, la Suède demande à son tour à rejoindre l’OTAN[9].
- 16 mai au 4 juin : élection présidentielle en Albanie, Bajram Begaj est élu.
- 17 et 18 mai : la bataille de Marioupol prend fin dans l'est de l'Ukraine, avec la reddition aux forces russes et séparatistes de derniers défenseurs locaux de l'usine Azovstal assiégée.
- 20 mai : au Royaume-Uni, le Cabinet Office annonce que huit villes britanniques deviendront des cités pour le jubilé de platine de la reine Elizabeth II. Les nouvelles cités sont Milton Keynes, Colchester et Doncaster en Angleterre, Dunfermline en Écosse, Wrexham au Pays de Galles, Bangor, comté de Down, en Irlande du Nord, ainsi que Stanley, îles Malouines, et Douglas, île de Man, qui deviennent ainsi les premières cités dans les territoires britanniques d'outre-mer et les dépendances de la Couronne[10].
- 22 mai : l'Autriche confirme son premier cas de variole du singe[11].
- 23 mai : 
  - L'Ecosse confirme son premier cas de variole du singe[12].
  - Le Danemark confirme son premier cas de variole du singe[13].
- 26 mai : en Ukraine, l'armée russe s'empare de Lyman au cours de la Bataille du Donbass.
- 27 mai : la Finlande confirme son premier cas de variole du singe[14].
- 28 mai :
  - Finale de la Coupe d'Europe de rugby à XV 2021-2022 au Stade Vélodrome à Marseille.
  - Finale de la Ligue des champions de l'UEFA 2021-2022 au Stade de France à Saint-Denis.
  - L'Irlande et Malte confirment leurs premiers cas de variole du singe[15],[16].
- 31 mai : La Hongrie et la Norvège signalent leurs premiers cas de variole du singe[17],[18].

### Juin
- 1er juin :
  - les Danois approuvent par référendum la levée de l'option de retrait du pays de la politique de sécurité et de défense commune de l'Union européenne ;
  - Robert Golob devient président du gouvernement de la Slovénie.
- 2 au 5 juin : jubilé de platine d'Élisabeth II au Royaume-Uni.
- 3 juin : déraillement d'un train régional en Bavière (Allemagne).
- 7 juin : la Commission européenne accepte de faire de l'USB Type-C le port de charge commun pour tous les téléphones portables, tablettes et appareils photo dans l'Union européenne d'ici l'automne 2024[19].
- 8 juin : le Parlement européen vote la fin de la vente de voitures et camionnettes à moteur thermique neuves dès 2035[20].
- 9 juin :
  - la république populaire de Donetsk condamne à mort deux Britanniques et un Marocain qui avaient rejoint les forces ukrainiennes pour terrorisme, activités mercenaires et tentative de renversement du gouvernement de la Donetsk[21].
  - En Roumanie, le pont de Luțca s'effondre et fait 1 blessé.
- 13 juin : un train de voyageurs et une locomotive entrent en collision dans la ville de Vila-seca, en Catalogne, en Espagne, blessant 22 personnes[22].
- 14 juin : le différend territorial connu sous le nom de Guerre du whisky entre le Canada et le Danemark concernant l'île Hans est résolu.
- 19 juin : élections au Parlement d'Andalousie (Espagne).
- 22 juin : en Bulgarie, l’Assemblée nationale renverse par une motion de censure le gouvernement Petkov, formé en décembre 2021.
- 23 juin : l'Union européenne accorde le statut de candidat à la Moldavie et à l'Ukraine.
- 25 juin : un attentat à Oslo en Norvège fait deux morts.
- 26 juin au 28 juin :  48e sommet du G7 à Schloss Elmau en Allemagne.
- 27 juin : bombardement du centre commercial de Krementchouk  en Ukraine.
- 29 et 30 juin : sommet de l'OTAN à Madrid en Espagne.

### Juillet
- 1er juillet : début de la présidence tchèque du Conseil de l'Union européenne pour six mois.
- 3 juillet : une fusillade dans un centre commercial à Copenhague (Danemark) fait trois morts[23].
- 6 au 31 juillet : Championnat d'Europe féminin de football 2022 en Angleterre.
- 7 juillet : au Royaume-Uni, Boris Johnson annonce sa démission en tant que Premier ministre du Royaume-Uni.
- 10 juillet et suivants : une canicule touche plusieurs pays d'Europe occidentale.
- 16 juillet : accident du vol Meridian 3032 en Grèce.
- 19 juillet :
  - la Commission européenne propose pour la première fois une procédure conjointe d'achat d'armes pour les États membres, le montant d'achat proposé est de 500 millions d'euros[24] ;
  - l'Union européenne valide l'ouverture de négociations pour intégrer l'Albanie et la Macédoine du Nord[25].
- 22 juillet : un accord est signé entre l'Ukraine et la Russie avec l'ONU et la Turquie pour relancer les exportations de céréales[26].
- 26 juillet : avec l'ouverture au trafic du pont de Pelješac, l'exclave de Dubrovnik est reliée au reste de la Croatie.
- 29 juillet : en Ukraine, 53 personnes sont tuées et 75 sont blessées lorsqu'un bombardement frappe une prison russe détenant des prisonniers de guerre ukrainiens à Olenivka, dans l'oblast de Donetsk. La Russie et l'Ukraine s'accusent mutuellement d'avoir mené la frappe[27],[28].
- 31 juillet : début de la crise du nord du Kosovo de 2022.

### Août
- août : un événement de mortalité massive impliquant des poissons, des castors et d'autres animaux sauvages, dans la partie polonaise de l'Oder, provoque une crise sanitaire et environnementale entre la Pologne et l’Allemagne[29].
- 11 août au 21 août :
  - Championnats sportifs européens 2022 à Munich.
  - Championnats d'Europe de natation 2022 à Rome.
- 12 août : une fusillade de masse après un conflit familial à Cetinje, au Monténégro, fait 11 morts et 6 blessés[30].
- 16 août : dans le nord de la Crimée, une explosion dans un dépôt de munitions force l'évacuation des civils ; les observateurs suggèrent qu'il pourrait avoir été touché par les forces ukrainiennes[31].
- 17 août : des archéologues découvrent l'un des plus grands sites mégalithiques d'Europe dans une ferme du sud de l'Espagne. Il date de 7 000 ans et contient plus de 500 menhirs[32].
- 18 août : un violent orage touche l'île française de Corse, la Toscane (Italie) et l'Autriche ; plusieurs personnes sont tuées[33],[34].
- 22 août : au Royaume-Uni, un nombre record de 1 295 migrants illégaux traversent la Manche vers le Royaume-Uni sur de « petits bateaux » en une seule journée, selon le ministère de la Défense[35].
- 23 août : le taux de change entre l'euro et le dollar américain tombe à 0,9928, taux le plus bas depuis la création de la monnaie unique européenne[36].
- 19 août au 11 septembre : Tour d'Espagne 2022.
- 24 août :  en Ukraine, le bombardement de la gare de Tchaplyne par l'armée russe tue au moins 22 personnes[37].

### Septembre
- 19 août au 11 septembre : Tour d'Espagne 2022.
- 1er au 18 septembre : Championnat d'Europe de basket-ball 2022.
- 6 septembre : Liz Truss devient Première ministre du Royaume-Uni.
- 8 septembre : mort d'Élisabeth II, reine du Royaume-Uni ; son fils Charles III lui succède comme roi.
- 11 septembre : élections législatives, régionales et municipales en Suède.
- 15 septembre : démission de Magdalena Andersson, Première ministre de Suède.
- 21 septembre : mobilisation en Russie décrétée par Vladimir Poutine.
- 23 septembre : début des référendums en Ukraine occupée, organisés par la Russie et controversés dans le contexte de guerre en cours.
- 23-24 septembre : élections sénatoriales tchèques.
- 25 septembre : élections régionales au Tyrol en Autriche.
- 26 septembre :
  - fusillade de l'école d'Ijevsk en Russie.
  - Trois déversements de fuites de gaz distincts sont détectés dans la Mer Baltique à la suite d'explosions dans les pipelines Nord Stream et Nord Stream 2 dans ce qui semble être des actes de sabotage.
- 30 septembre : annexion des oblasts ukrainiens de Donetsk, Kherson, Louhansk et Zaporijjia par la Russie.

### Octobre
- 1er octobre : élections législatives en Lettonie, la coalition Nouvelle Unité du Premier ministre Arturs Krišjānis Kariņš arrive en tête des élections législatives.
- 2 octobre :
  - élections présidentielles et élections législatives en Bosnie-Herzégovine ;
  - élections législatives en Bulgarie.
- 6 octobre : le premier sommet de la Communauté politique européenne se tient à Prague.
- 7 octobre : explosion d’une station-service à Creeslough en Irlande, 10 morts.
- 8 octobre : attaque du pont de Crimée entre la Crimée et la Russie.
- 9 octobre :
  - élection présidentielle autrichienne, Alexander Van der Bellen est réélu ;
  - élections régionales en Basse-Saxe ( Allemagne).
- 10 octobre : une série de bombardements russes touche les grandes villes ukrainiennes, dont la capitale Kiev.
- 15 octobre : une fusillade dans une base militaire russe fait 13 morts.
- 15 octobre au 19 novembre : 16e Coupe du monde de rugby à XIII en Angleterre.
- 17 octobre :
  - Ulf Kristersson est élu Premier ministre de Suède par le Parlement, avec le soutien inédit de l'extrême droite ;
  - accident aérien d'Ieïsk en Russie.
- 19 octobre : la Russie instaure la loi martiale dans les quatre régions ukrainiennes annexées[38].
- 20 octobre : démission de Liz Truss, Première ministre du Royaume-Uni ; son mandat est ainsi le plus court de l'histoire du pays.
- 23 octobre : élection présidentielle en Slovénie.
- 24 octobre : Rishi Sunak est élu chef du Parti conservateur ; le lendemain il est nommé Premier ministre du Royaume-Uni, le premier Premier ministre d'origine indienne du pays[39].
- 26 octobre : seize ans après sa mise en chantier, le tram-train de la Baie de Cadix, premier tram-train d'Espagne, est mis en service.
- 29 octobre : élections régionales en Slovaquie.
- 29 octobre au 6 novembre : Championnats du monde de gymnastique artistique au Royaume-Uni.

### Novembre
- 29 octobre au 6 novembre : Championnats du monde de gymnastique artistique au Royaume-Uni.
- 15 octobre au 19 novembre : 16e Coupe du monde de rugby à XIII en Angleterre.
- 1er novembre : élections législatives anticipées au Danemark, les sociaux-démocrates de la Première ministre Mette Frederiksen, arrivent en tête des élections, remportées par les partis allant du centre gauche à l'extrême gauche.
- 4 au 20 novembre : Championnat d'Europe féminin de handball 2022.
- 13 novembre :
  - élection présidentielle en Slovénie (2e tour), Nataša Pirc Musar est élue ;
  - attentat à Istanbul en Turquie.
- 15 novembre : des explosions  en Pologne, sous l'effet de missiles, font deux morts.
- 27 novembre : référendum en Slovénie.

### Décembre
- 7 décembre : accident ferroviaire de Montcada i Reixac en Catalogne (Espagne).
- 8 décembre : élections législatives aux Îles Féroé.
- 9 décembre : déclenchement du scandale de corruption du Qatar au Parlement européen.
- 10 décembre : une explosion à Saint-Hélier (Jersey) fait au moins cinq morts.
- 17 décembre : Leo Varadkar devient Premier ministre d'Irlande, succédant à Micheál Martin.
- 31 décembre : en Ukraine, le bombardement des quartiers militaires de Makiïvka tue au moins 89 soldats russes.